# Valladolid (Philippines)
Pour les articles homonymes, voir Valladolid (homonymie).
Valladolid est une localité de la province du Negros occidental, aux Philippines. En 2015, elle compte 37 833 habitants.